# Soto mie
Le soto mie, soto mi, ou mee soto est une soupe de nouilles épicée que l'on retrouve en Indonésie, en Malaisie, et à Singapour. Mie signifie « nouille de blé », et soto est une soupe indonésienne. En Indonésie,  ce plat appelé soto mie est considéré comme une variante de soto, tandis qu'en Malaisie et à Singapour, il est appelé mee soto.

## Ingrédients
Il existe plusieurs recettes de soto mie, il peut être à base de bœuf, de poulet ou d'abats, tels que le kaki sapi (cartilage et tendons de bœuf) ou de tripes. Les nouilles de blé peuvent être remplacées par du riz ou des nouilles de riz. On peut trouver un mélange de nouilles et de vermicelles de riz avec des tomates en tranches, des pommes de terre bouillies, des œufs durs, du chou, des arachides, des pousses de soja et du bœuf, des abats ou du poulet. Le soto mie intègre des condiments tels que le jeruk nipis (jus de citron vert), du sambal, du bawang goreng (échalotes frites), du vinaigre, du kecap manis (sauce de soja sucrée) et des emping.
Le soto mie le plus populaire en Indonésie est originaire de Bogor, à Java occidental,. Il est à base de cartilage et de tendons de bœuf, de nouilles, de tranches de rouleau de printemps — semblables au lumpia et garnis de bihun et de légumes —, de tomates, de chou, de pommes de terre et de curry.
À Singapour et en Malaisie, la recette la plus populaire est le mee soto ayam. Ce sont des nouilles de blé jaunes servies dans un bouillon de poulet épicé avec du curcuma. C'est une recette très proche du soto ayam, mais contenant des nouilles et non des vermicelles de riz.

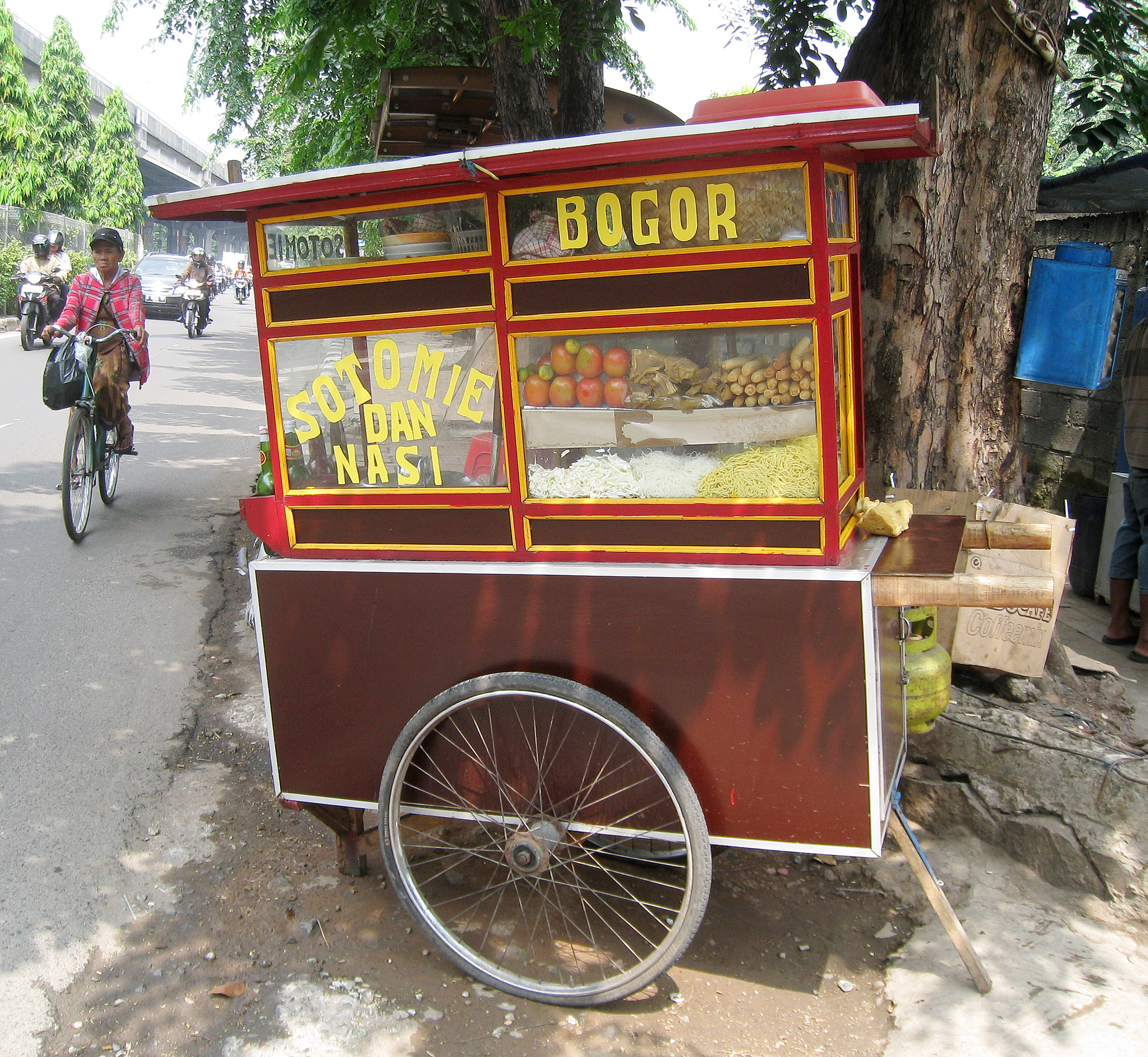
Marchand ambulant de soto mie bogor dans les rues de Jakarta.
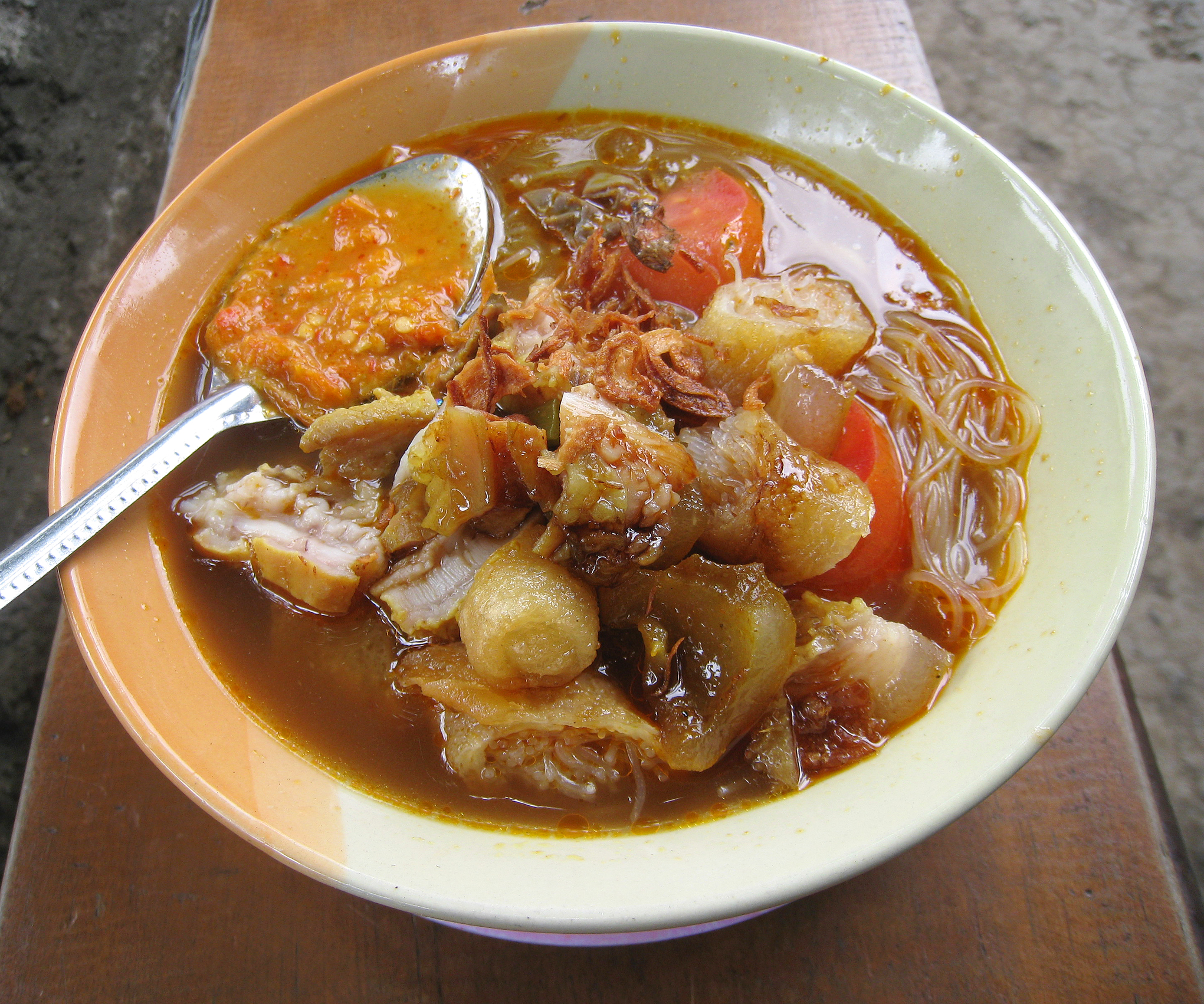
Soto mie bogor vendu dans les rues de Jakarta.